# Rungaperla campbelli
Rungaperla campbelli är en bäcksländeart som först beskrevs av Joachim Illies 1963.  Rungaperla campbelli ingår i släktet Rungaperla och familjen Gripopterygidae. Inga underarter finns listade i Catalogue of Life.